# Zohib Islam Amiri
Zohib Islam Amiri (persană: زوهیب اسلام امیری‎) (n. 2 mai 1987, Kabul, Afganistan) este un fotbalist afgan care evoluează în prezent la Mumbai FC, în India. Este de asemenea unul dintre cei mai selecționați jucători din echipa națională de fotbal a Afganistanului, evoluând ca fundaș stânga, având numărul 3.